# 郭希仁
郭希仁（1882年1月7日—1923年5月21日），原名忠清，字时斋、又字思斋，辛亥革命后改为希仁，陕西临潼人，清末民初政治人物。
郭希仁于光绪二十四年（1898年）考中秀才，后曾就读于临潼横渠书院。光绪二十八年（1902年）考入陕西大学堂，但于次年被开除。光绪二十九年（1903年）中举后入读宏道高等学堂。此后曾任教于渭北学堂、临潼横渠学堂。光绪三十三年（1907）赴日本考察。回国后，郭希仁组织成立陕西省教育会，并与贺绂之、曹印侯、刘蔼如等创办了丽泽馆。宣统元年（1909年），当选陕西咨议局副议长。同年加入中国同盟会，后出任同盟会陕西分会会长。
辛亥革命爆发后，陕西成立了秦陇复汉军政府，郭希仁出任军政府高等顾问、总务府参政处负责人。民国元年（1912年），参与发起成立统一共和党陕西支部。后与同盟会陕西支部合并为国民党秦支部，郭希仁当选为干事。同时，他还被推举为民元国会参议员，但辞而未就。民国五年（1916年），因反对袁世凯称帝，被陕西将军陆建章通缉，遂避居山西。陆建章被逐后，郭希仁返回陕西，历任陕西省水利局长兼林务专员、陕西省教育厅长等职。五四运动期间，他因命令各校学生在孔子诞辰日前往文庙祭孔而遭反对。民国十年（1921年）辞职，同年被冯玉祥聘为督署顾问。民国十二年（1923年）5月21日，他在西安逝世。